# Ligvánd
Ligvánd (németül: Nebersdorf, horvátul: Šuševo) Szabadbáránd község része Ausztriában, Burgenland tartományban, a Felsőpulyai járásban.

## Fekvése
Felsőpulyától 5 km-re északkeletre fekszik.

## Története
A település első írásos említése 1225-ben történt "Villa Nygvan" alakban, Butus fia Pósa birtoka volt. 1250-ben "Predium Niguan", 1264-ben "Nigwan", 1340-ben "Poss. Nygwan", 1367-ben "Nyguan", 1397-ben "Nygwan", 1456-ban "Poss. Lygwan", 1489-ben "Nygwan alias Nelesdorth" alakban említik a korabeli források.
A falut 1529-ben és 1532-ben elpusztította a török, utána horvátokkal telepítették be. 1446-óta a Niczky család birtoka volt és maradt 1941-ig.
Vályi András szerint "LIGVÁND. vagy Likvánd. Nebersdorf. Horvát falu Sopron Várm. földes Ura G. Niczky Uraság, a’ kinek szép Kastéllya vagyon itten, gyönyörűséges kerttel egyetemben a’ helységen alól, a’ Kőszegi út mellett, lakosai katolikusok, fekszik Soprontól 2 3/8 mértföldnyire, Gyirótnak filiája, határja soványas, bora kevés, és rossz, erdeje sem sok."
Fényes Elek szerint "Likvánd, németül Nebersdorf, horvát f., Sopron vmegyében, Sopronhoz délre 2 3/4 mfld. 560 kath. lak., paroch. egyházzal. Negyven és fél urbéri telek után van 868 h. szántóföld, 160 h. legelő, 123 kapa szőlő, 130 h. erdő. A majorsági föld mennyisége be nem küldetett. Földjének fele igen jó; fele sovány. Birja gr. Niczky Lajos, kinek itt igen szép kastélya és kertje van."
Érdekesség, hogy a települést érintette volna az 1847-ben tervezett Sopron-Kőszeg-Szombathely-Rum-Zalaszentgrót-Nagykanizsa vasútvonal.
1910-ben 1003, többségben horvát (869 fő) lakosa volt, jelentős magyar (79 fő) kisebbséggel. A trianoni békeszerződésig Sopron vármegye Felsőpulyai járásához tartozott. 1921-ben Ausztria Burgenland tartományának része lett.

## Nevezetességei
- A Niczky család kastélya 1770-es években épült klasszicista stílusban. Építtetője Niczky Kristóf országbíró, királyi főtanácsadó volt. Itt őrizték egykor a család gazdag levéltárát is. A kastélyt a hozzátartozó parkkal, 8 hektár erdővel, 2 majorral és terjedelmes szántófölddel 1941-ben a Heller család vásárolta meg. Tőlük vette meg a község 1952-ben. 1964-ben a kastélytól délre vendéglő épült. Az épületet kívül 1974-ben, a nagyterem Dorfmeister-freskóját 1991-ben restaurálták.
- A Mindenszentek tiszteletére szentelt római katolikus temploma 1670-ben épült, mai formáját 1881-ben nyerte el.

## Külső hivatkozások
- Szabadbáránd hivatalos oldala
- Rövid képes ismertető
- A kastélyszálló honlapja
- Magyar katolikus lexikon
- A kastélyról